# Drüsensee
Der Drüsensee ist ein Waldsee in der Lauenburgischen Seenplatte im Südosten von Schleswig-Holstein. Seinen eigentümlichen Namen hat der See durch den im Nordosten gelegenen Gutshof „Drüsen“ erhalten.

## Geografie
Der See liegt etwa vier Kilometer südlich der Stadt Mölln, gehört aber zur Gemeinde Lehmrade im Amt Gudow-Sterley, im Kreis Herzogtum Lauenburg. Er schließt im Norden an das südlich von Mölln gelegene Hellbachtal an, und ist gleichzeitig der erste See der Möllner Seenkette. 
Der Drüsensee ist etwa 2 km lang, bis zu 450 m breit und hat eine Fläche von 73 ha. Der mittlere Seespiegel liegt auf 14 m ü. NN. Er ist nur 8 m tief und zeigt in einigen Randgebieten Verlandungsformen auf, die durch ufernahe Schilfbestände augenscheinlich werden. Er wird vom Hellbach gespeist, der sein Wasser vom Sarnekower See bei Gudow bekommt. In der Mitte des Sees befindet sich eine kleine und unbewohnte Insel, die Bismarckinsel.

## Bedeutung
Der See ist Naturschutzgebiet und liegt im Naturpark Lauenburgische Seen. Ein Befahren des Sees mit Sportbooten ist nicht erlaubt. Der überwiegend von Waldgebieten umstandene See ist jedoch bei Wanderern, Joggern, Bikern, Anglern und Reitern als Naherholungsgebiet beliebt. Am Nordufer befinden sich daher auch eine Gaststätte, ein Campingplatz und ein Reiterhof.